# Большеошнякское сельское поселение
Большеошнякское се́льское поселе́ние — муниципальное образование в Рыбно-Слободском районе Татарстана Российской Федерации.
Административный центр — село Большой Ошняк.

## История
Статус и границы сельского поселения установлены Законом Республики Татарстан от 31 января 2005 года № 37-ЗРТ «Об установлении границ территорий и статусе муниципального образования "Рыбно-Слободский муниципальный район" и муниципальных образований в его составе».

## Население
| 2010 | 2011 | 2012 | 2013 | 2014 | 2015 | 2016 |
| ---- | ---- | ---- | ---- | ---- | ---- | ---- |
| 610  | ↘606 | ↘573 | ↘559 | ↘542 | ↗545 | ↘516 |
| 2017 | 2018 |      |      |      |      |      |
| ↘508 | ↘485 |      |      |      |      |      |

## Состав сельского поселения
| № | Населённый пункт | Тип населённого пункта       | Население |
| - | ---------------- | ---------------------------- | --------- |
| 1 | Большой Ошняк    | село, административный центр |           |
| 2 | Верхний Ошняк    | посёлок                      |           |
| 3 | Малый Ошняк      | село                         |           |